# Mocean Worker

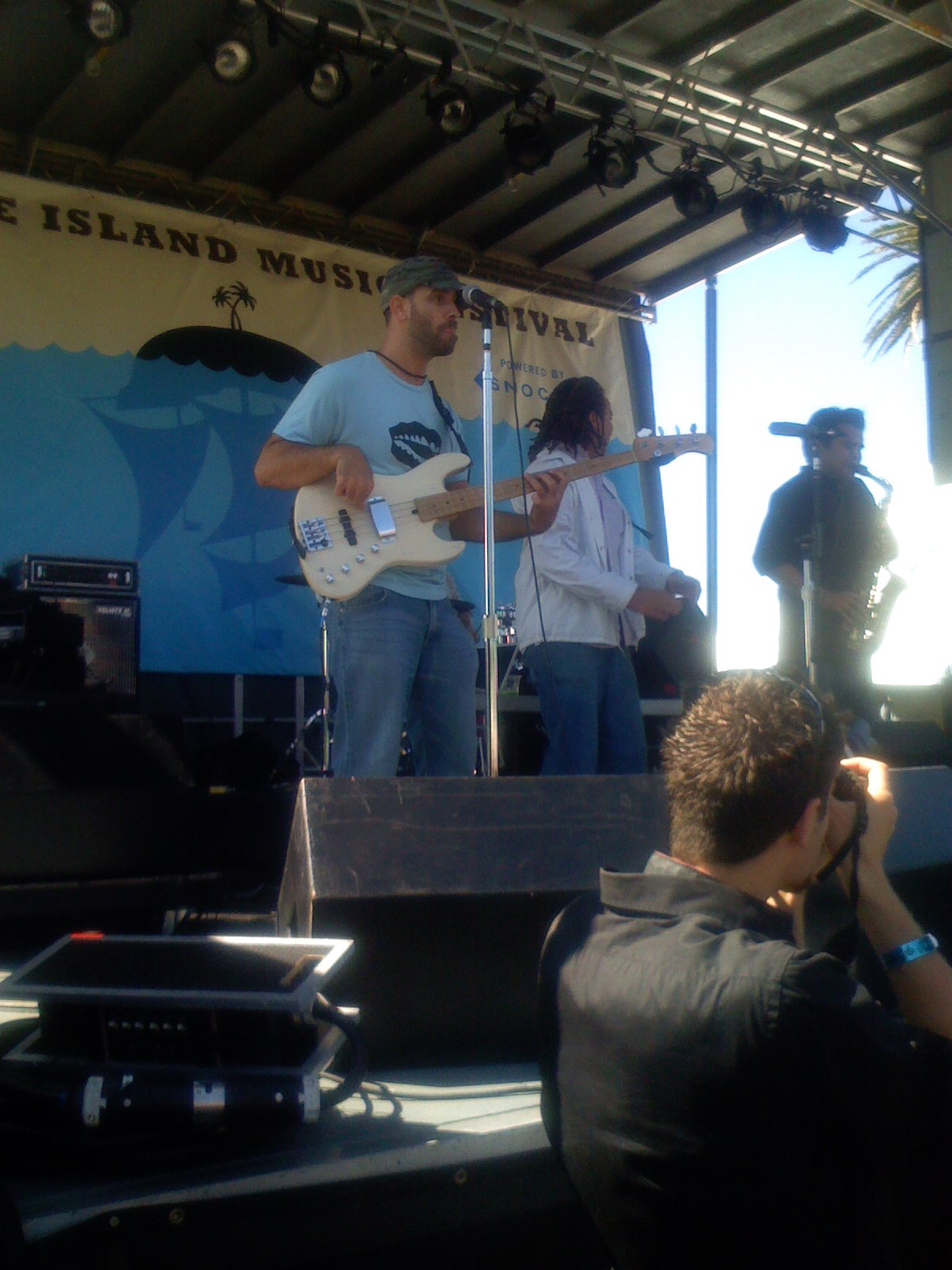
Mocean Worker bei einem Live-Auftritt

Mocean Worker (* in Philadelphia) ist ein Pseudonym des amerikanischen Nu-Jazz-Bassisten, Sängers und Produzenten Adam Dorn.

## Leben und Werk
Adam Dorn wurde in Philadelphia geboren als Sohn des Jazz- und R'n'B-Produzenten Joel Dorn. Er studierte Musik am Berklee College of Music in Boston, Massachusetts.
Als 15-Jähriger wurde er von Marcus Miller ins Studio eingeladen, woraus eine langjährige Bekanntschaft zu David Sanborn, Luther Vandross und Miles Davis erwuchs.
Dorn nahm den Spitznamen Mocean Worker als DJ für Drum-and-Bass-Musik an. Mit der Zeit bezog Dorn Elemente des Funk und Big-Band-Swing in seine Aufnahmen ein.

## Diskografie
- Home Movies from the Brain Forest 1998
- Mixed Emotional Features 1999
- Aural & Hearty 2000
- Enter the Mowo! 2004
- Cinco de Mowo 2007
- Candygram For Mowo! 2011